# نخل سوقک

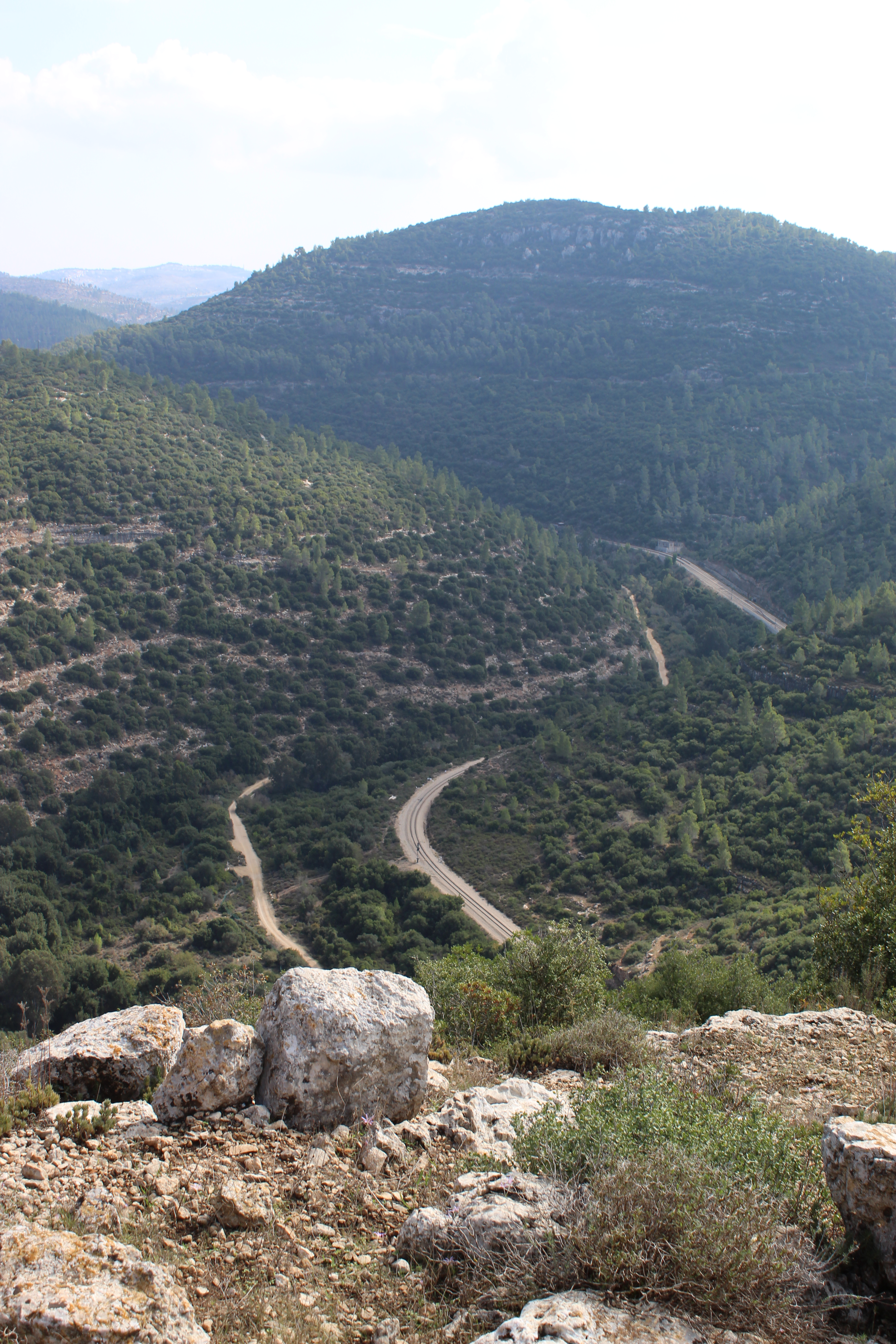
نمای یکی از دره‌های ناحیه سوقِک

نَخَل سوقِک یا سورِک (به عبری: נחל שורק) نام یکی از بزرگترین حوزه‌های آبگیر در جبال الخلیل واقع در ناحیه سوقِک در بین اسرائیل و کرانه باختری است. نام این ناحیه در یکی از کتابهای یهودیان به نام کتاب داوران آورده شده که زیرمجموعهٔ کتاب مقدس است که در فصل شانزدهم بند چهارم به بعد به آن می‌پردازد. در این منطقه یک کارخانه آب‌شیرین‌کن بزرگ نیز وجود دارد. شهرت این بخش بخاطر داستان یهودی سامسون می‌باشد.

## نگارخانه

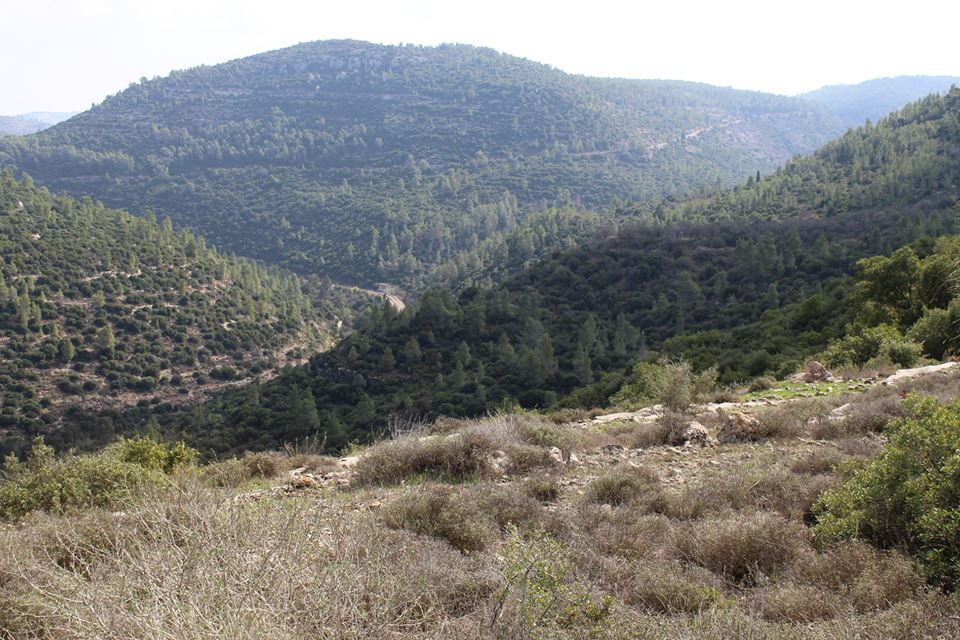
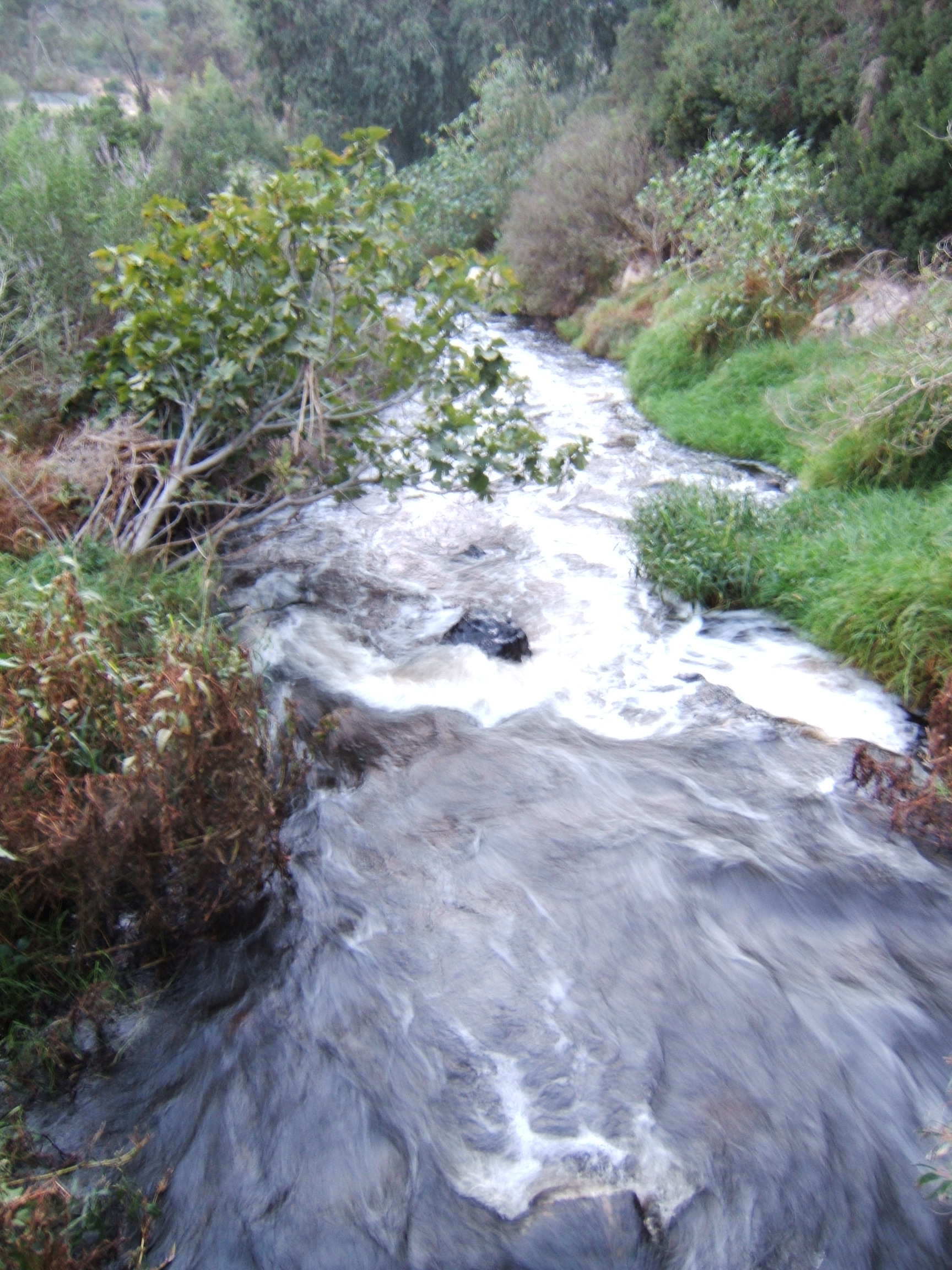
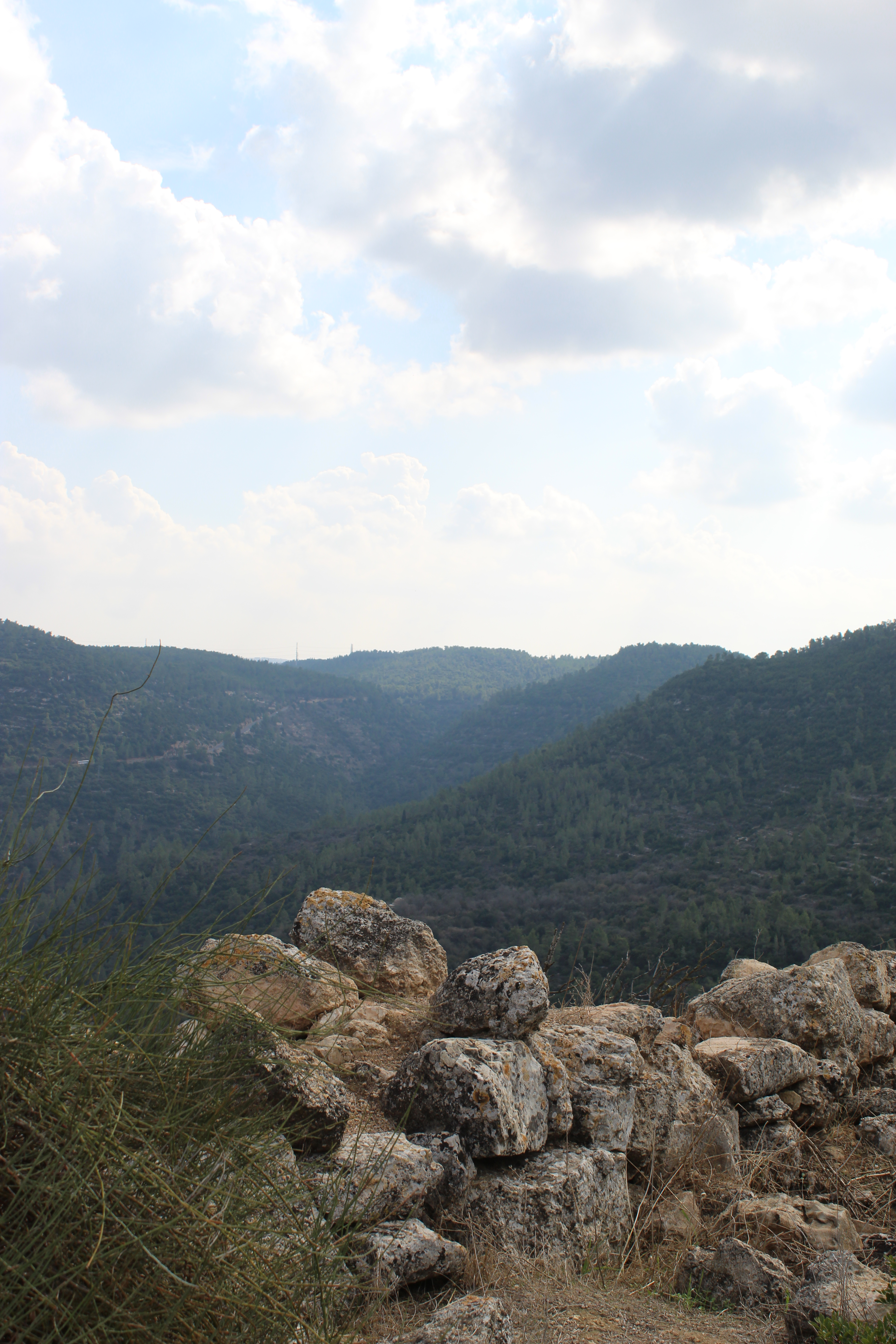
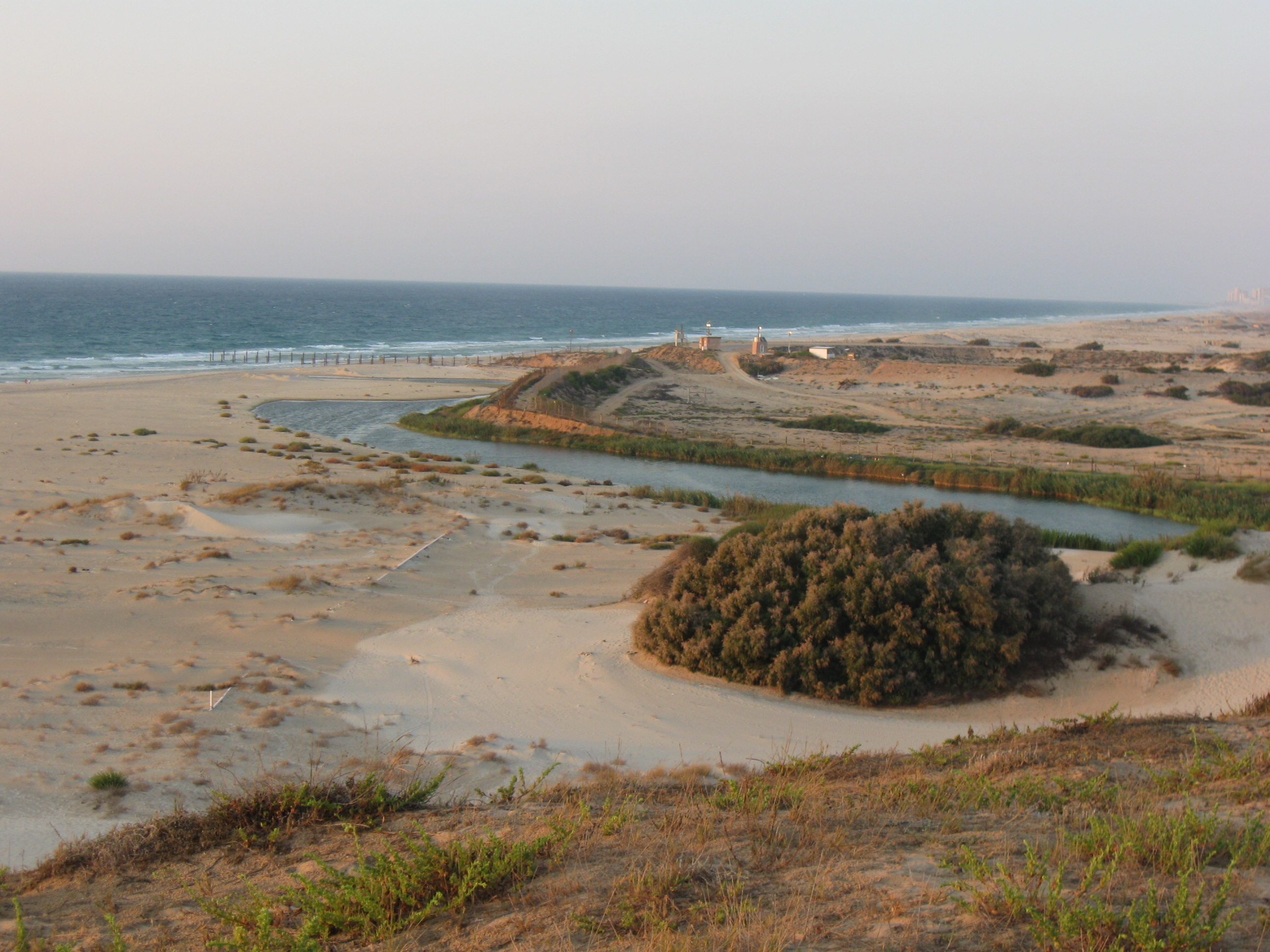
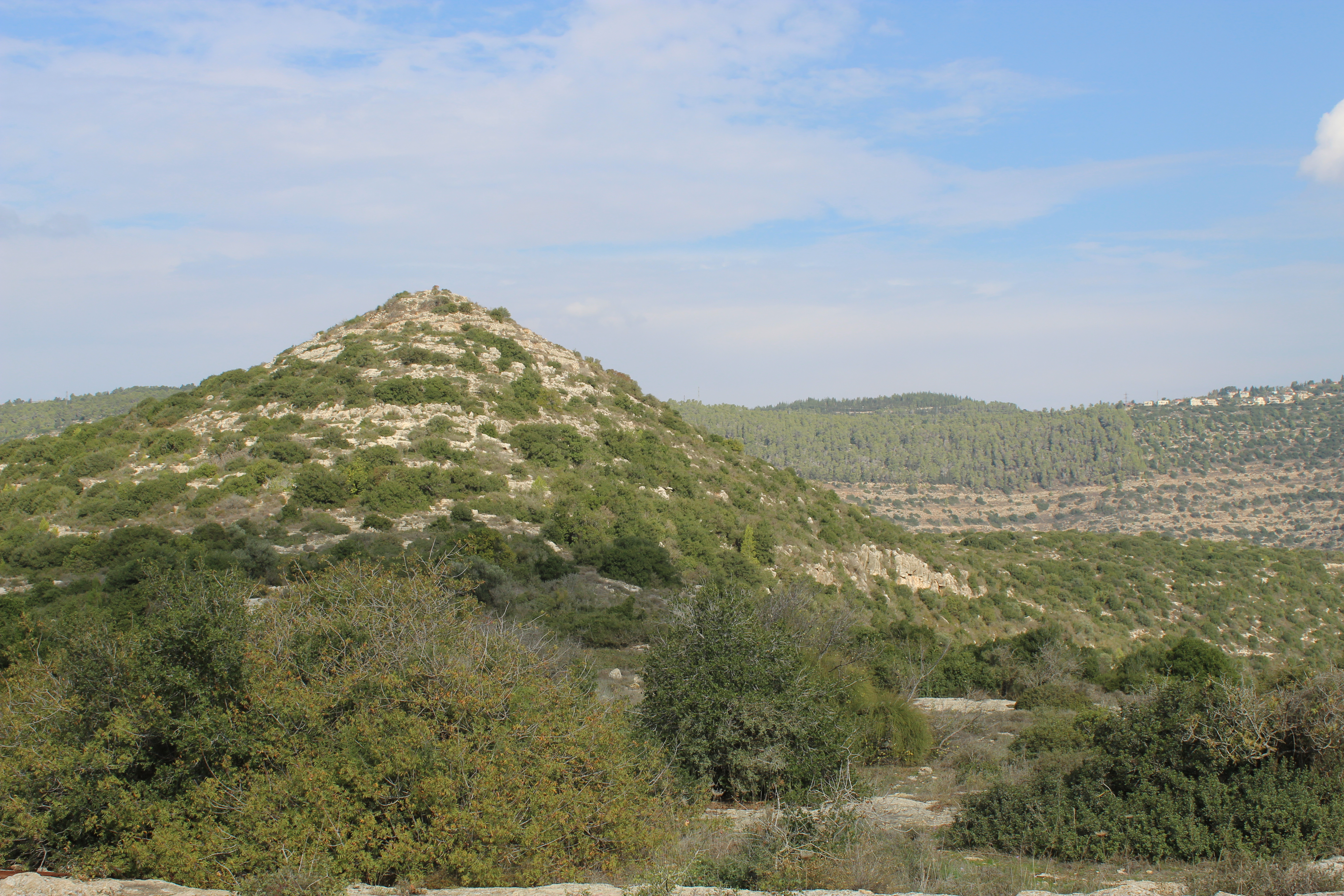
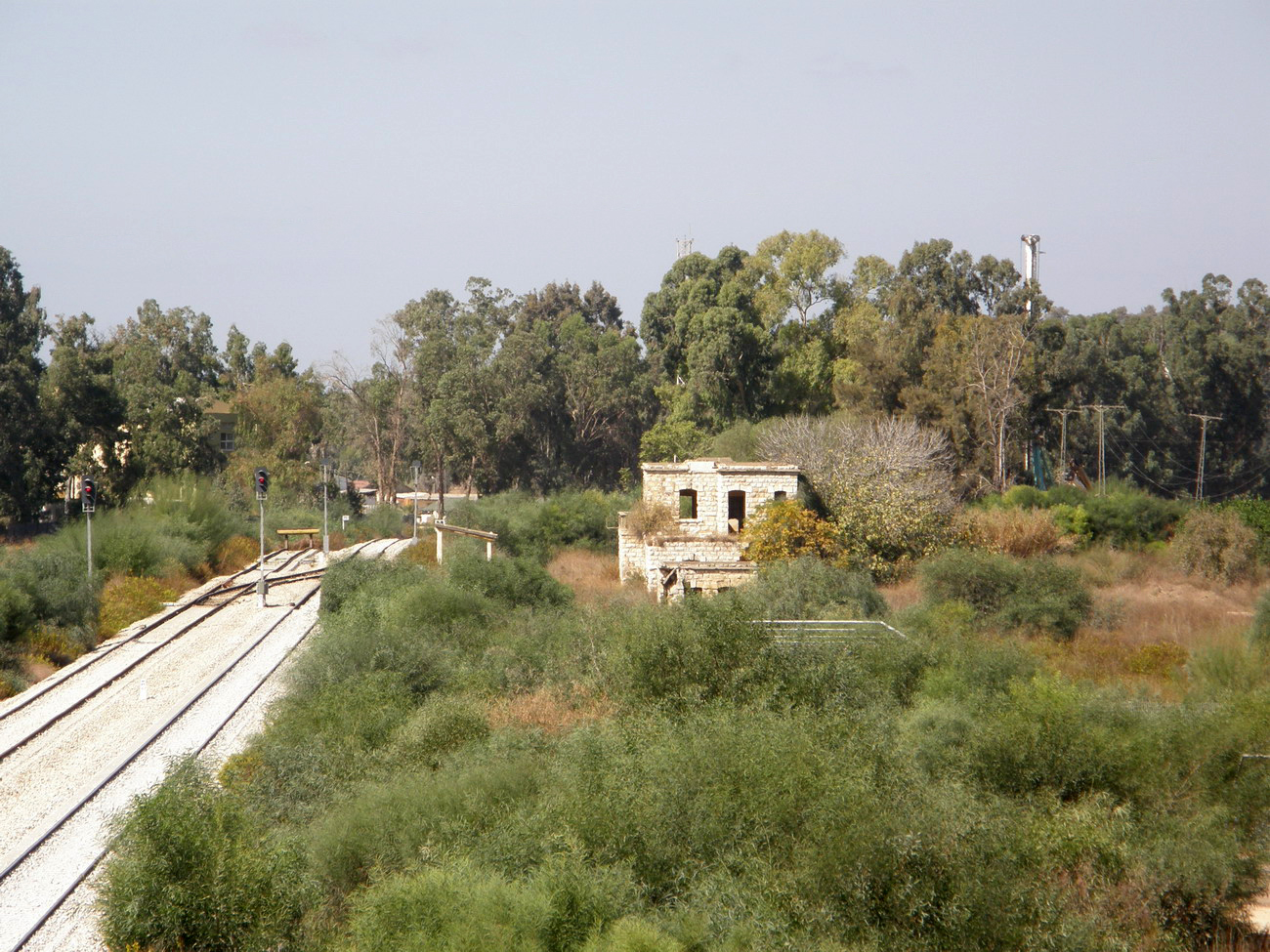
ایستگاه قطار سوقِک